# Sarcochilus aequalis
Sarcochilus aequalis är en orkidéart som beskrevs av David Lloyd Jones och Mark Alwin Clements. Sarcochilus aequalis ingår i släktet Sarcochilus och familjen orkidéer.
Artens utbredningsområde är New South Wales. Inga underarter finns listade i Catalogue of Life.